# Кведа-Бзубзу
Кведа-Бзубзу (груз. ქვედა ბზუბზუ) — село в Грузії.
За даними перепису населення 2014 року в селі проживає 261 особа.